# Bauhinien
Die Bauhinien (Bauhinia), durch Übertragung aus der englischen Bezeichnung „orchid trees“ auch Orchideenbäume genannt, sind eine Pflanzengattung innerhalb der Familie der Hülsenfrüchtler (Fabaceae). Bevor viele Arten ausgegliedert wurden, waren 250 bis 300 Arten enthalten, mit einer pantropischen Verbreitung. Einige Arten werden wegen ihrer schönen, duftenden Blüten, die an Orchideen erinnern, als Zierpflanzen in tropischen und subtropischen Gärten, Parks und Alleen verwendet.

## Beschreibung

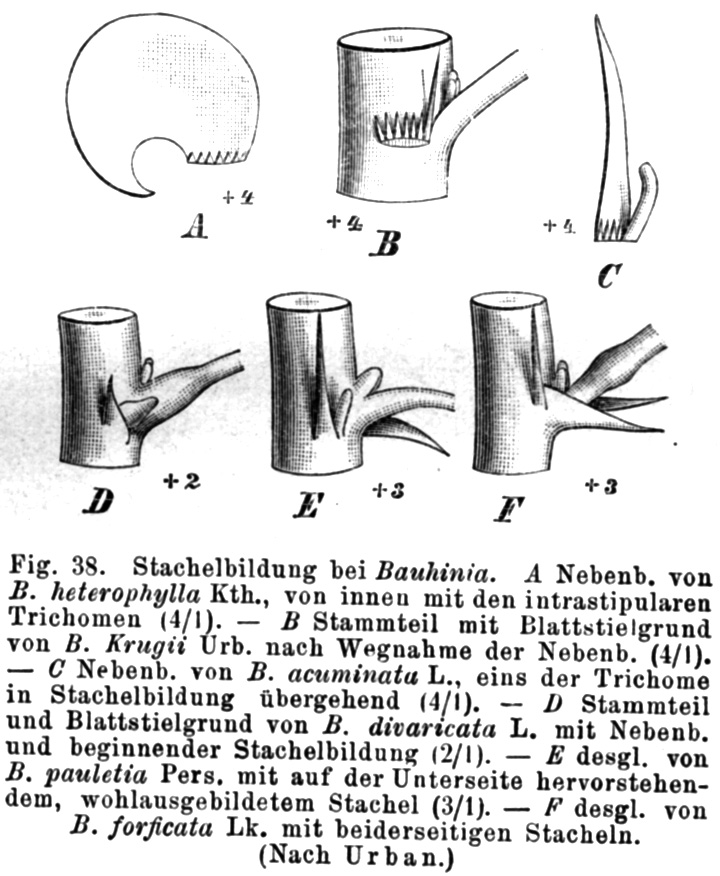
Dornen von Bauhinia-Arten

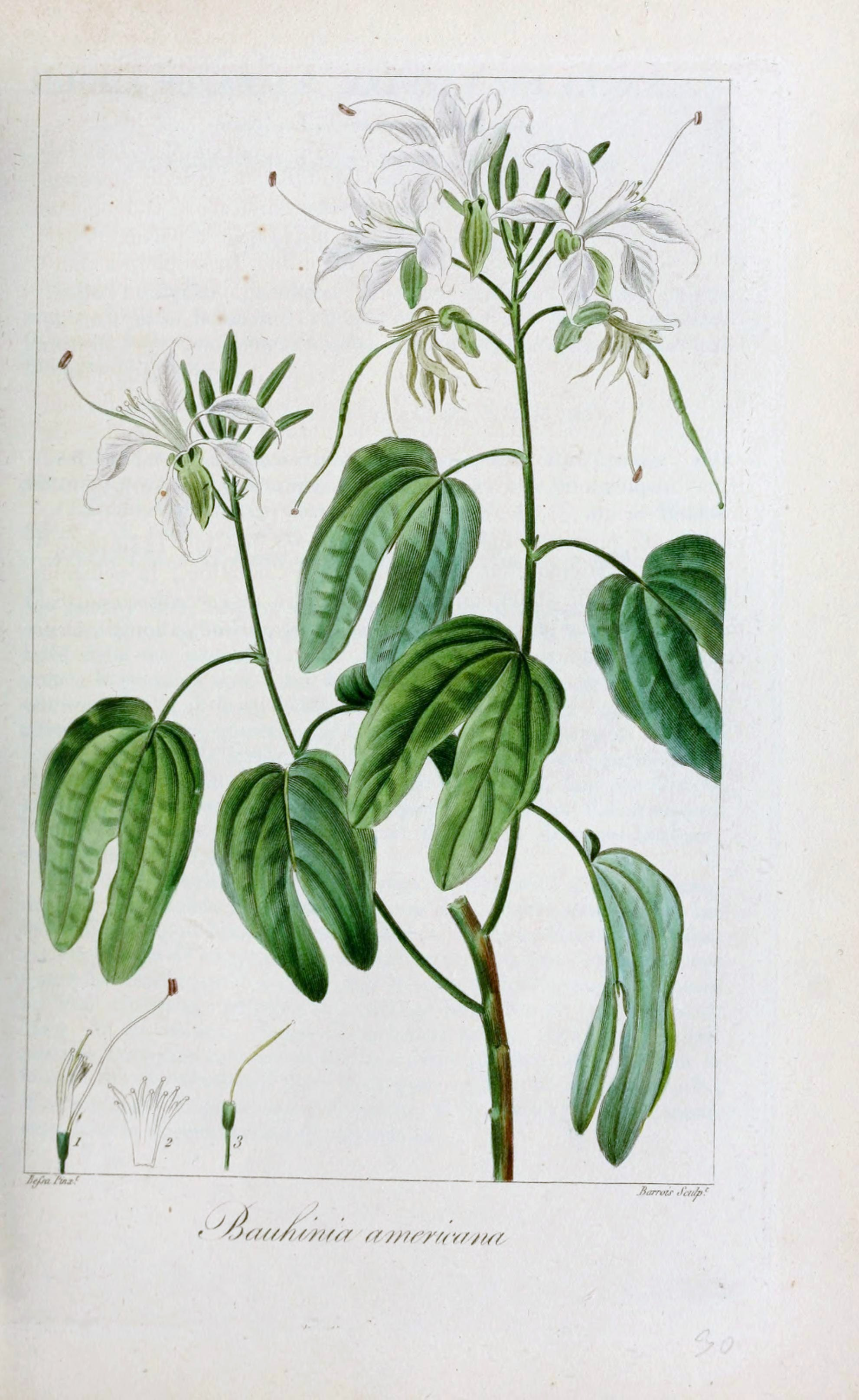
Illustration von Bauhinia divaricata

### Erscheinungsbild und Blätter
Die immer verholzenden Bauhinia-Arten wachsen als immergrüne oder laubabwerfende Sträucher, Bäume oder Lianen. Einige Arten besitzen Ranken. Bei einigen Arten sind neben der Basis der Blattstiele Dornen vorhanden.
Die wechselständig und spiralig oder zweizeilig angeordneten Laubblätter sind in Blattstiel und Blattspreite gegliedert. Die Blattspreiten sind zweilappig oder einfach, selten sind sie zweiteilig. Der Hauptnerv endet in einem freien, kleinen Punkt und es sind drei bis 15 Seitennerven 1. Ordnung vorhanden; sie sind fiedrig, parallel oder fächerförmig angeordnet. Häufig sind die Blattflächen behaart, aber es sind nur einfache Trichome vorhanden. Die Stomata auf der Blattunterseite sind paracytisch, manchmal sind auch weit verstreute Stomata auf der Blattoberseite vorhanden. Der Blattrand ist glatt. Es können Nebenblätter vorhanden sein, die sehr unterschiedlich ausgebildet sein können.

### Blütenstände und Blüten
Bauhinia-Arten besitzen zwittrige oder/und eingeschlechtige Blüten, dabei kann Monözie, Andromonözie oder Androdiözie vorliegen. Die Blüten stehen einzeln in den Blattachseln, zu einigen bündelig oder zu vielen in einfachen, traubigen, rispigen oder schirmtraubigen Blütenständen zusammen. Die Blütenstände sind seiten- oder endständig; manchmal werden sie direkt am Stamm gebildet (Kauliflorie). Die Trag- und Deckblätter sind meist klein und früh hinfällig oder fehlen, manchmal sind sie auch groß und umhüllen die Blütenknospen.

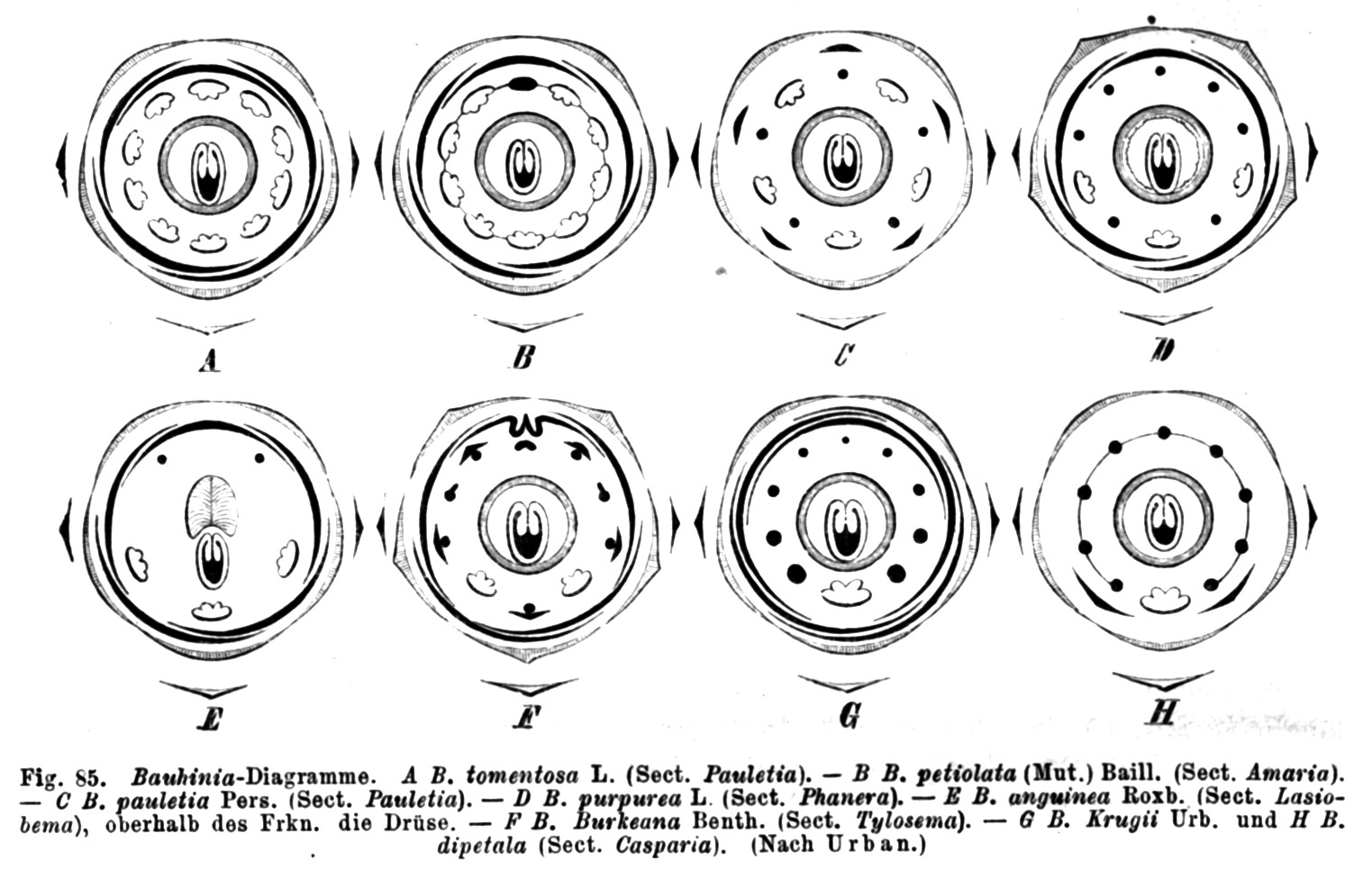
Blütendiagramme von Bauhinia-Arten

Die meist großen, auffälligen Blüten sind mehr oder weniger deutlich zygomorph und meist fünfzählig mit doppelter Blütenhülle. Der oft verlängerte Blütenbecher (Hypanthium) ist becher-, glockenförmig oder röhrig, manchmal ist er auch sehr unscheinbar. Die fünf Kelchblätter sind in den Blütenknospen geschlossen oder offen mit fünf kurzen oder linealen Kelchzipfeln; aufgeblüht sind sie spatelförmig oder sie spalten in zwei bis fünf regelmäßige bis unregelmäßige Kelchlappen auf. Die fünf fast gleichen bis stark unterschiedlichen, freien Kronblätter sind kaum bis stark genagelt. Die Farbe der Kronblätter reicht von weiß, gelb-orangefarben, rosafarben bis purpurrot. Es sind zwei, drei, fünf oder zehn fertile Staubblätter vorhanden, die oft deutlich unterschiedlich sind. Die dünnen Staubfäden sind frei oder an nur ihrer Basis verwachsen. Es können Staminodien vorhanden sein. Das einzige Fruchtblatt enthält eine bis viele Samenanlagen. Der kurze bis lange Griffel ist meist gekrümmt. Die unterschiedlich geformten Narben sind klein bis auffällig. Es kann ein Diskus vorhanden sein.

### Früchte und Samen
Die flachen, elliptischen, länglichen, verkehrt-eiförmigen oder linealen, geraden oder gekrümmten Hülsenfrüchte besitzen holzige oder dünne Fruchtklappen; bei Reife öffnen sie sich oder bleiben geschlossen und enthalten wenige bis viele Samen. Die Samen können Endosperm besitzen und die darin enthaltenen zwei Keimblätter (Kotyledonen) sind flach.

### Chromosomensätze
Die Chromosomengrundzahlen betragen x = 12, 13 und 14. Es wurden Chromosomenzahlen von 2n = 24, oder 26, oder 28, oder 42, oder 56 nachgewiesen.

## Systematik und botanische Geschichte

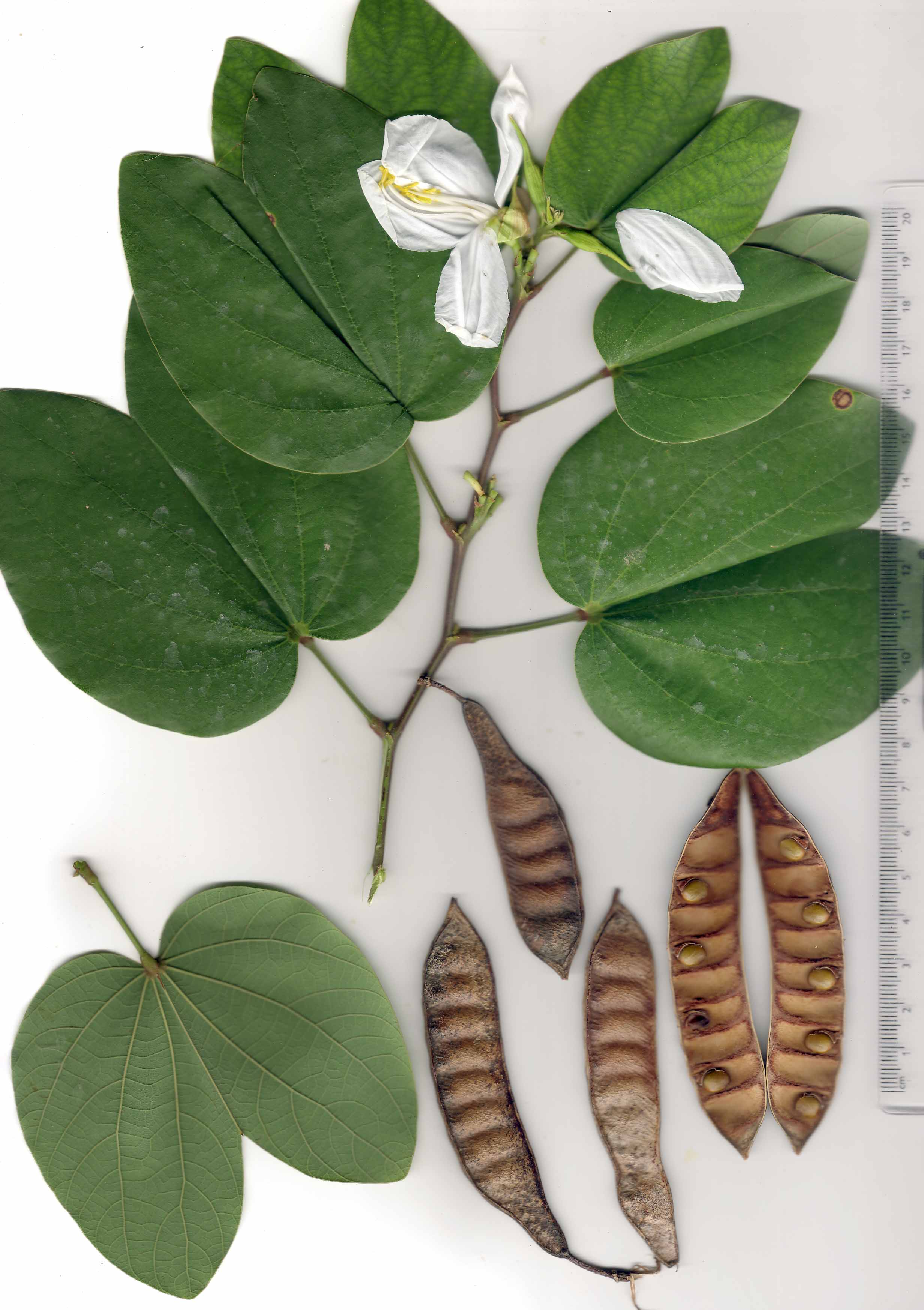
Bauhinia acuminata

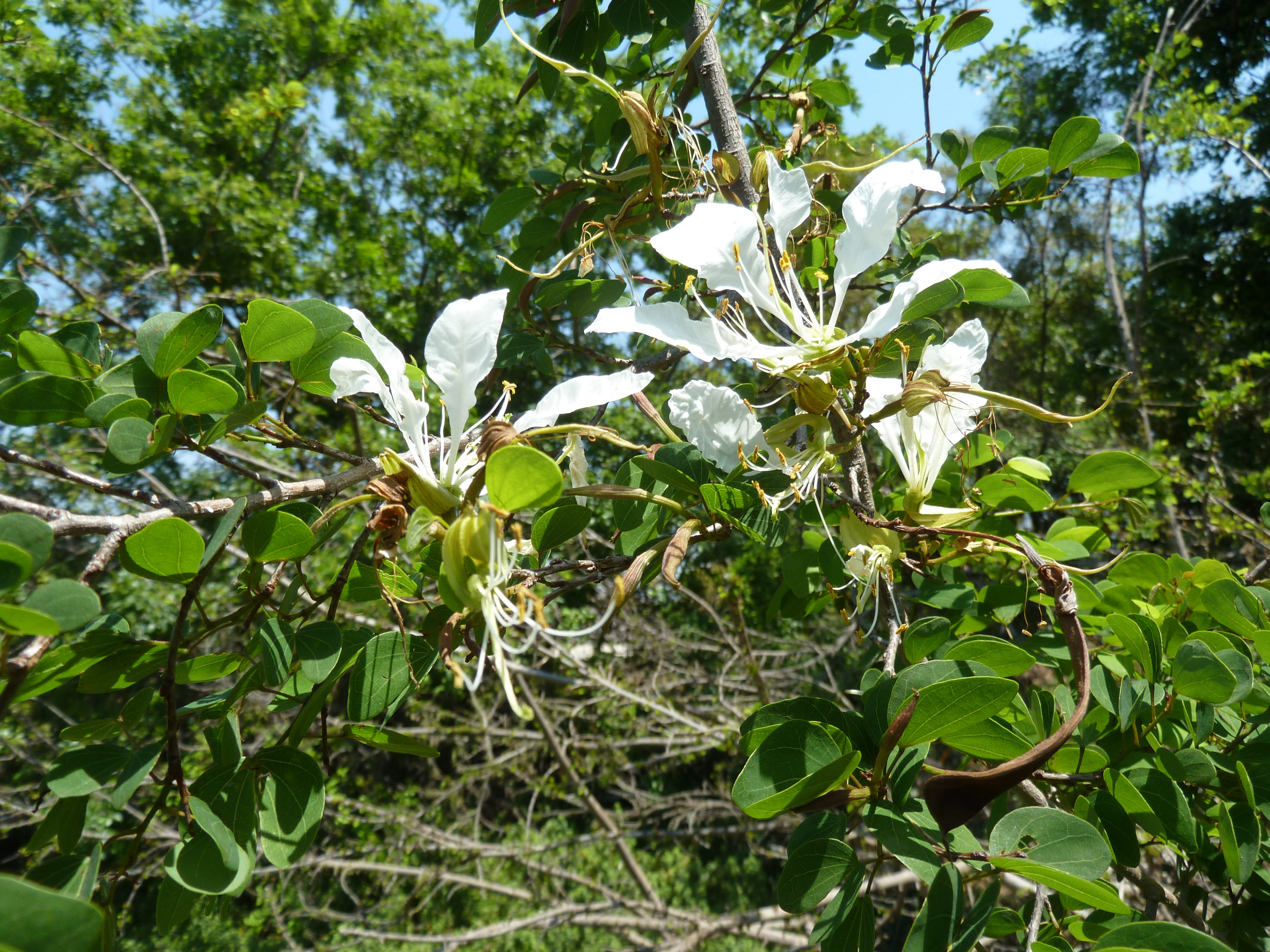
Bauhinia bowkeri

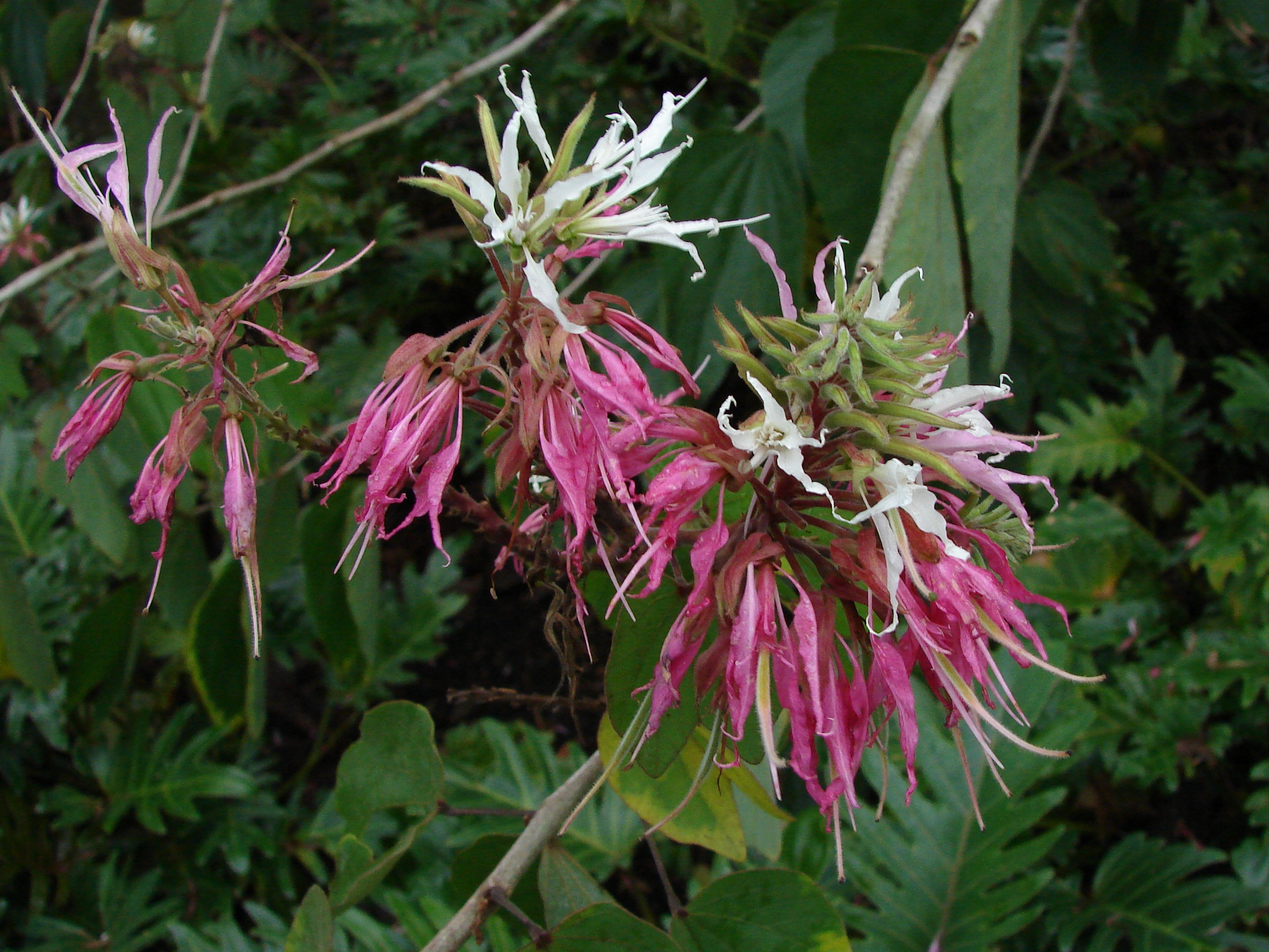
Blütenstände von Bauhinia divaricata mit offenen, weißen und verblühten, rötlichen Blüten

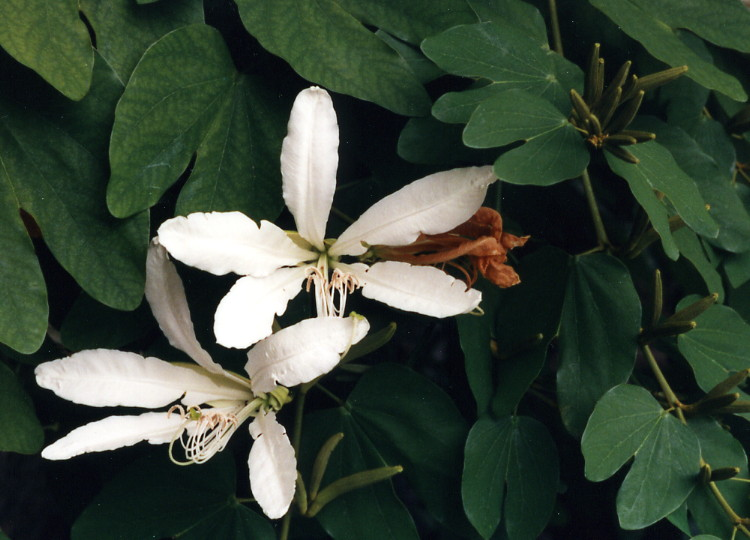
Laubblätter und Blüten von Bauhinia forficata

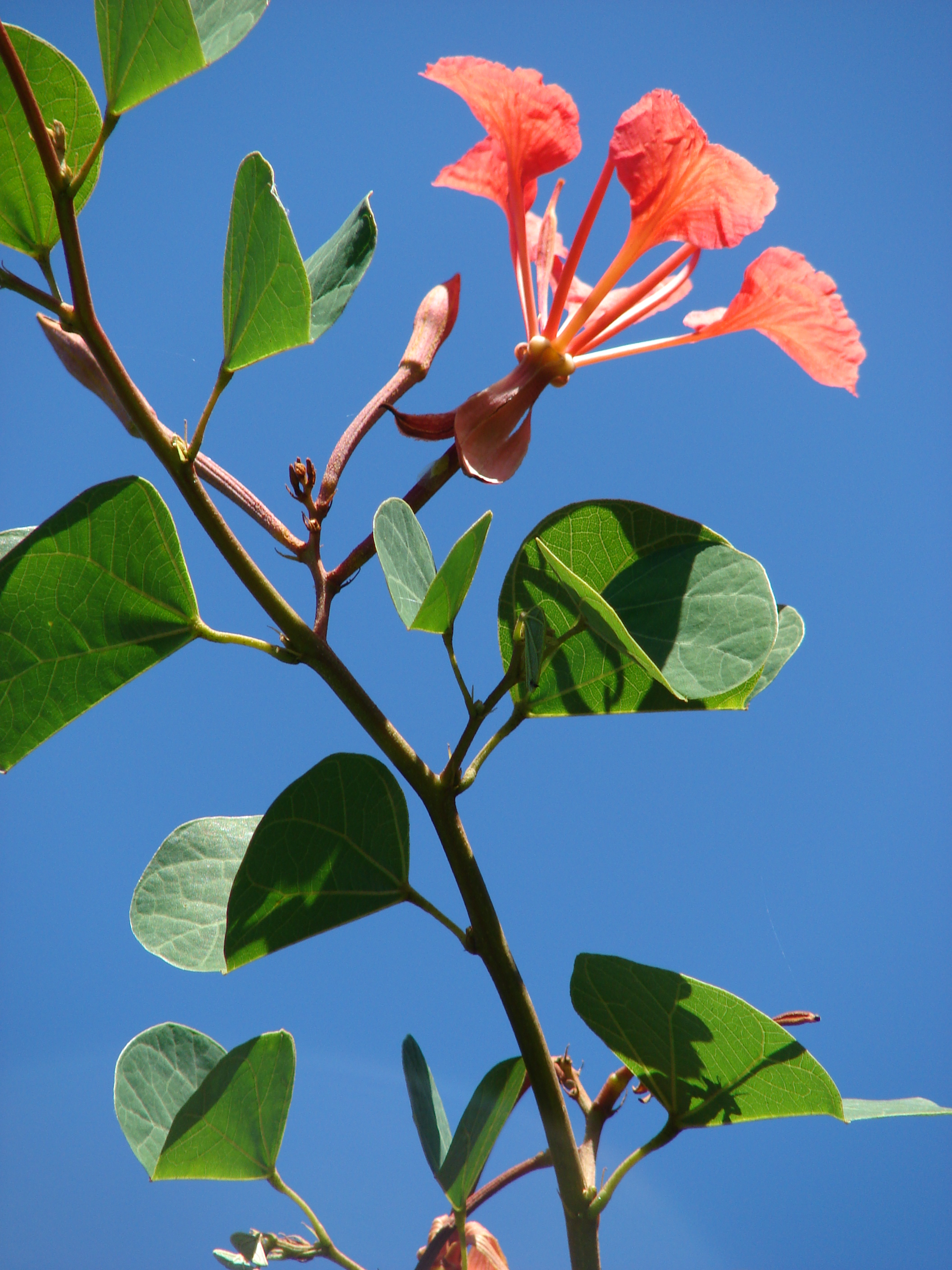
Zweig mit Laubblättern und knospigen und offenen Blüten von Bauhinia galpinii

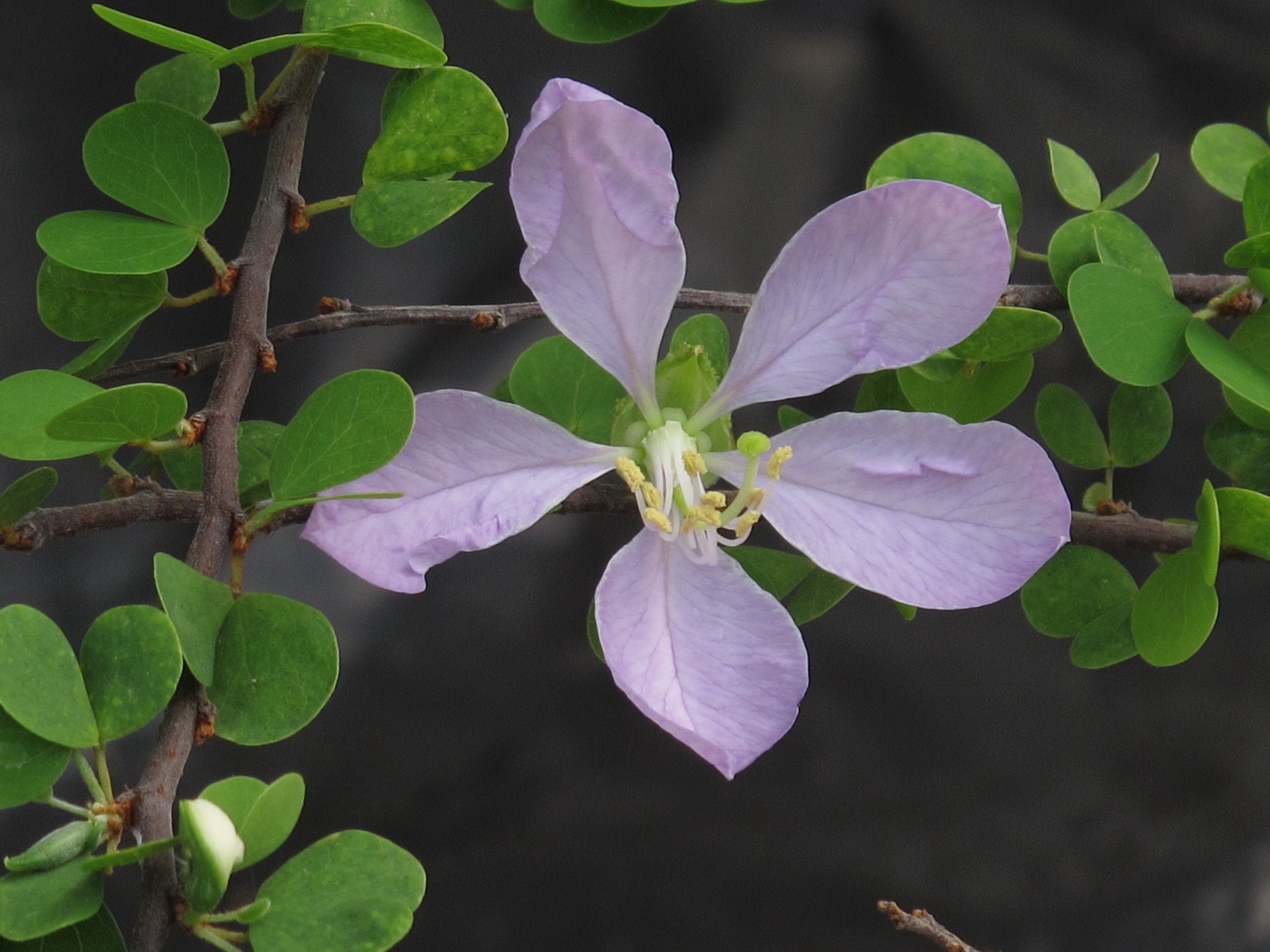
Bauhinia grandidieri

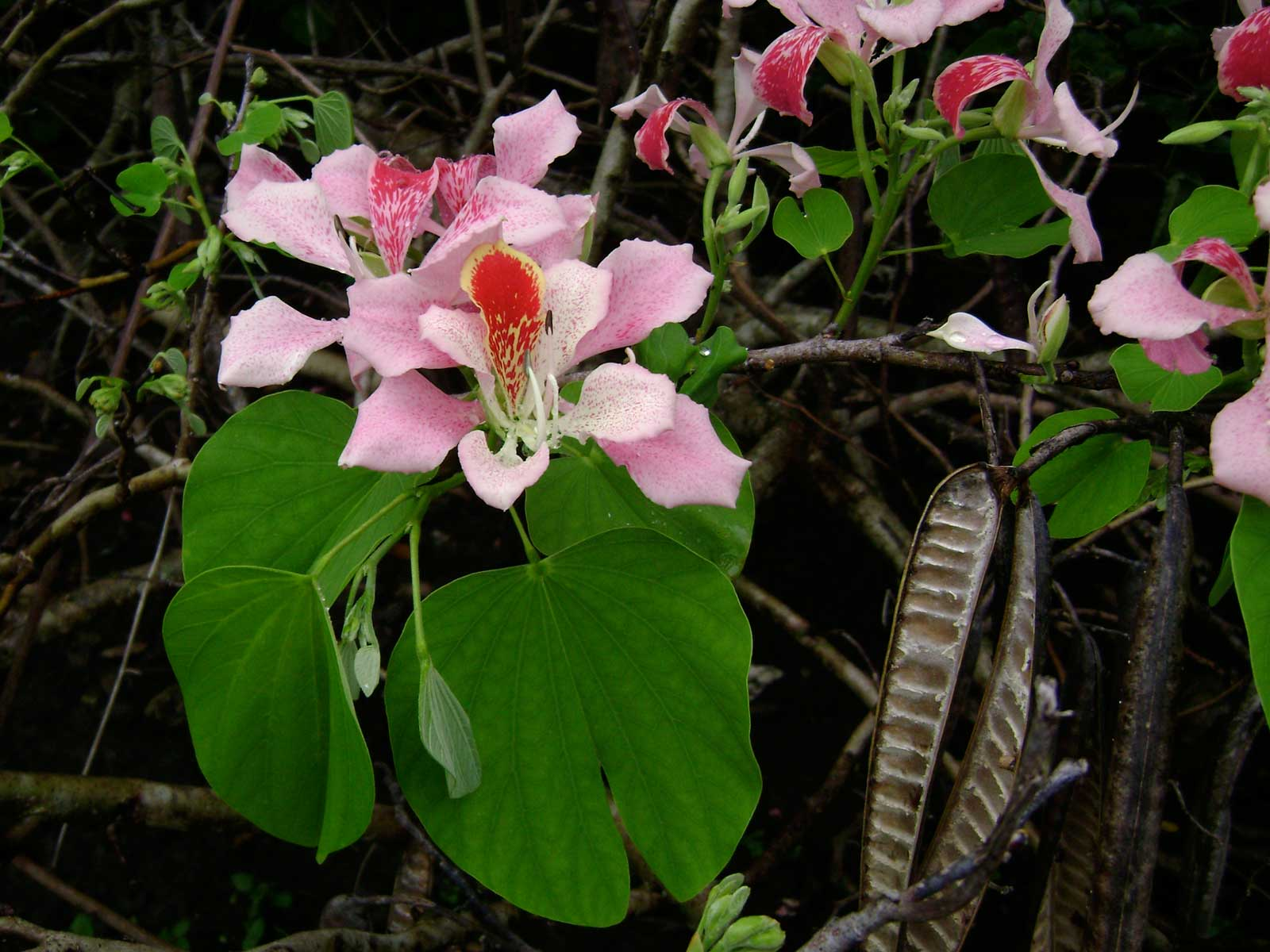
Zweilappige Laubblätter, Blüten und offene Hülsenfrucht von Bauhinia monandra

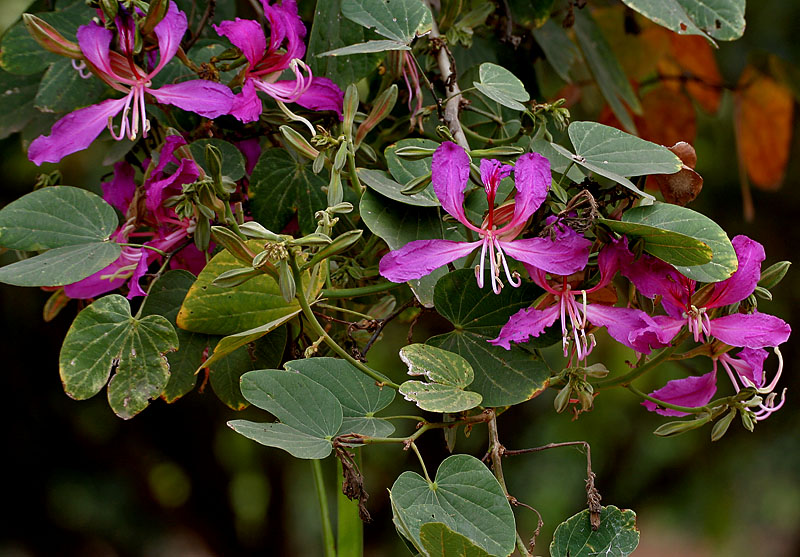
Laubblätter und Blüte der Schmetterlings-Bauhinie (Bauhinia purpurea)

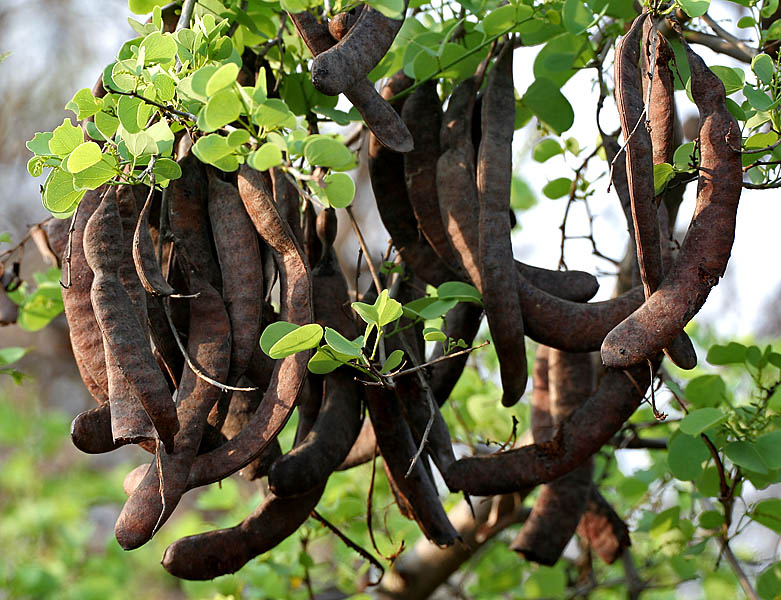
Laubblätter und Hülsenfrüchte von Bauhinia racemosa

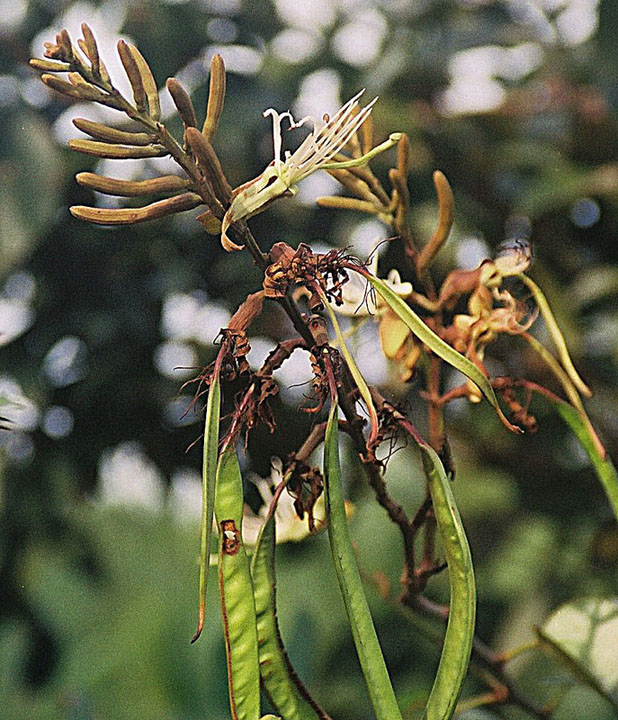
Blütenstand, Blüte und junge Früchte

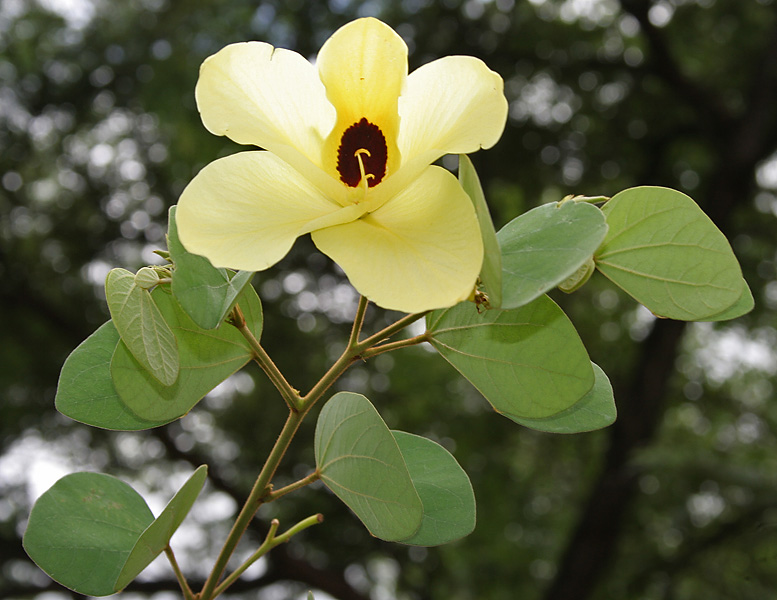
Zweig mit Laubblättern und Blüte von Bauhinia tomentosa

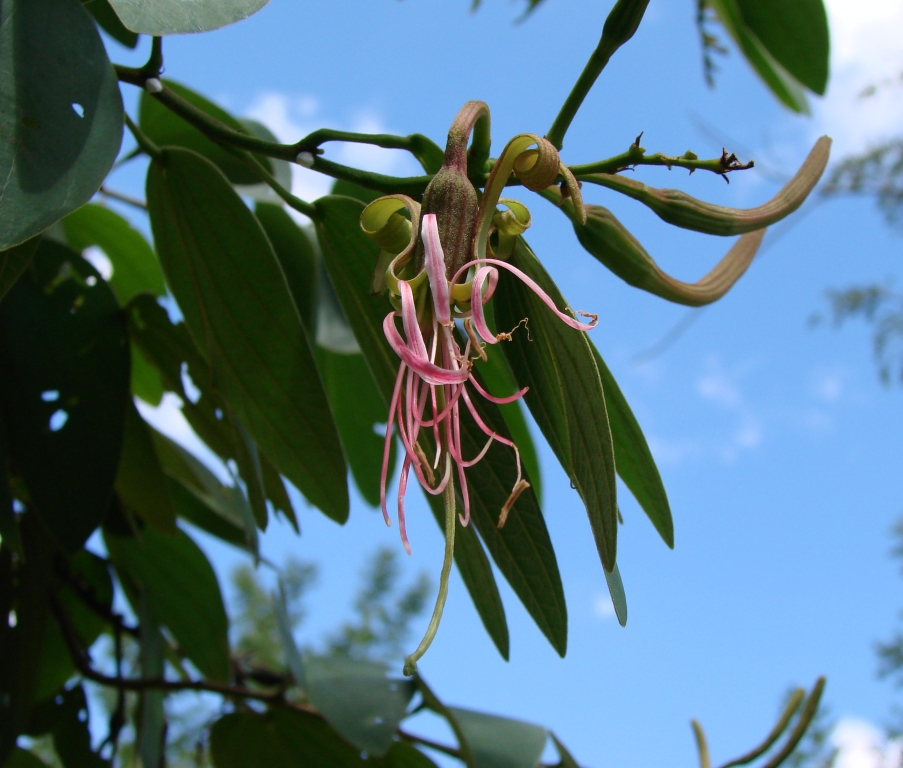
Bauhinia ungulata

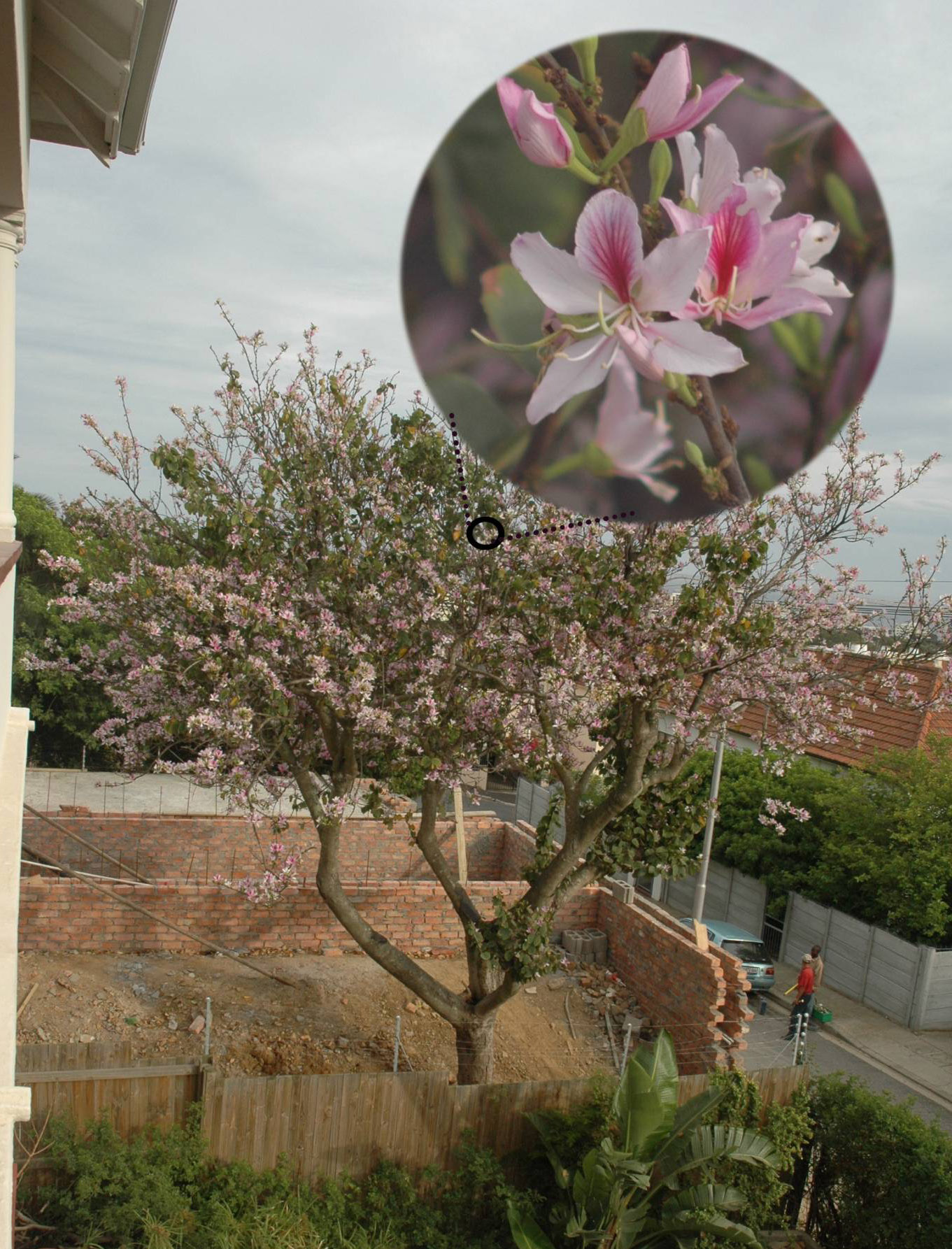
Habitus und Blüten von Bauhinia variegata

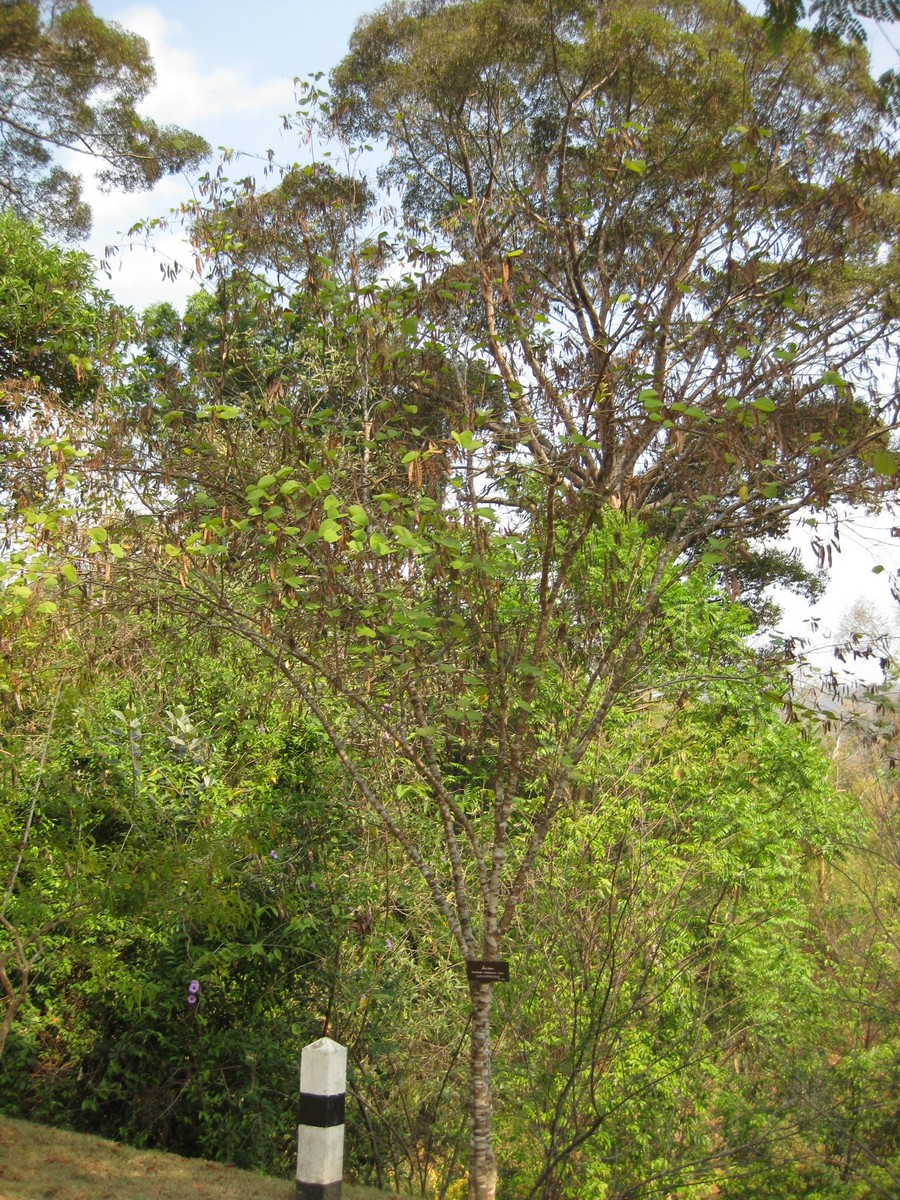
Habitus und Borke von Bauhinia viridescens

Die Erstveröffentlichung der Gattung Bauhinia erfolgte durch Carl von Linné 1753 in Species Plantarum, Tomus I, S. 374 und 1754 in Genera Plantarum, 5. Auflage, S. 177. Der Gattungsname Bauhinia ehrt die als Botaniker tätigen Brüder Johann Bauhin und Caspar Bauhin, symbolisiert durch das zweiteilige Blatt. Typusart ist Bauhinia divaricata L.
Der Umfang der Gattung Bauhinia und nahestehen Verwandtschaftsgruppen wird im 21. Jahrhundert kontrovers diskutiert. Je nach Autor wird die Gattung Bauhinia in mehrere Untergattungen gliedert oder diese Untergattungen haben teilweise den Rang von eigenständigen Gattungen.
In die Gattung Bauhinia s. l. wurden die Arten der ehemaligen Gattungen Barklya F.Muell., Bracteolanthus de Wit, Gigasiphon (Drake) Harms, Lasiobema (Korth.) Miq., Lysiphyllum (Benth.) de Wit, Piliostigma Hochst., Pauletia Cav., Amaria Mutis, Casparia Kunth, Perlebia Spix & Mart., Cansenia Raf., Monoteles Raf., Telestria Raf., Ariaria Marq., Caspariopsis Britton & Rose, Elayuna Raf., Locellaria Welw., Phanera Lour., Schnella Raddi, Lacara Spreng., Caulotretus Rich. ex Schott, Binaria Raf., Cardenasia Rusby und Tournaya Schmitz gestellt. Synonyme für die Gattung Bauhinia s. str. sind 2020 nur noch Alvesia Welw., Amaria Mutis ex Caldas, Ariaria Cuervo, Bracteolanthus de Wit, Cansenia Raf., Caspareopsis Britton & Rose, Casparia Kunth, Mandarus Raf., Monoteles Raf., Pauletia Cav., Perlebia Mart.
Die Gattung Bauhinia gehört zur Subtribus Bauhiniinae aus der einzigen Tribus Cercideae der Unterfamilie Cercidoideae innerhalb der Familie der Fabaceae.
Arten wurden in die Schnella Raddi (enthält etwa 50 Arten) ausgegliedert. Viele Arten der Gattung Bauhinia s. l. wurden in die Gattung Phanera Lour. eingeordnet. Durch Clark et al. 2017 wurden zehn dieser Arten aus der Gattung Phanera in die Gattung Cheniella R.Clark & Mackinder ausgegliedert.
Die Gattung Bauhinia s. str. enthält nur noch etwa 200 Arten:
- Bauhinia acreana Harms
- Bauhinia aculeata L.
- Bauhinia acuminata L.
- Bauhinia acuruana Moric.
- Bauhinia affinis Vogel
- Bauhinia albicans Vogel
- Bauhinia amambayensis Fortunato
- Bauhinia amatlana Wunderlin
- Bauhinia andrieuxii Hemsl.
- Bauhinia ankarafantsikae Du Puy & R.Rabev.
- Bauhinia anomala Hassl.
- Bauhinia arborea Wunderlin
- Bauhinia argentinensis Burkart
- Bauhinia augusti Harms
- Bauhinia aurantiaca Bojer
- Bauhinia aureopunctata Ducke
- Bauhinia ayabacensis Wunderlin
- Bauhinia bartlettii B.L.Turner
- Bauhinia bauhinioides (Mart.) J.F.Macbr.
- Bauhinia beguinotii Cufod.
- Bauhinia bicolor (Bong.) D.Dietr.
- Bauhinia bohniana H.Y.Chen
- Bauhinia bombaciflora Ducke
- Bauhinia bowkeri Harv.
- Bauhinia brachycalyx Ducke
- Bauhinia brachycarpa Wall. ex Benth.
- Bauhinia brevicalyx Du Puy & R.Rabev.
- Bauhinia brevipes Vogel
- Bauhinia bryoniflora Franch.
- Bauhinia burchellii Benth.
- Bauhinia burrowsii E.J.D.Schmidt
- Bauhinia buscalionii Mattei
- Bauhinia calliandroides Rusby
- Bauhinia caloneura Malme
- Bauhinia calycina Pierre ex Gagnep.
- Bauhinia campestris Malme
- Bauhinia candelabriformis R.S.Cowan
- Bauhinia capuronii Du Puy & R.Rabev.
- Bauhinia catingae Harms
- Bauhinia cercidifolia D.X.Zhang
- Bauhinia chapulhuacania Wunderlin
- Bauhinia cheilantha (Bong.) Steud.
- Bauhinia cinnamomea DC.
- Bauhinia coclensis R.Torres
- Bauhinia conceptionis Britton & Killip
- Bauhinia concinna Drake
- Bauhinia conwayi Rusby
- Bauhinia cookii Rose
- Bauhinia corifolia L.P.Queiroz
- Bauhinia corniculata Benth.
- Bauhinia coulteri J.F.Macbr.
- Bauhinia crocea Drake
- Bauhinia cupulata Benth.
- Bauhinia curvula Benth.
- Bauhinia darainensis Thulin & Nusb.
- Bauhinia decandra Du Puy & R.Rabev.
- Bauhinia decora L.Uribe
- Bauhinia deserti (Britton & Rose) Lundell
- Bauhinia dimorphophylla Hoehne
- Bauhinia dipetala Hemsl.
- Bauhinia diptera Blume ex Miq.
- Bauhinia divaricata L.
- Bauhinia dubia G.Don
- Bauhinia dumosa Benth.
- Bauhinia eilertsii Pulle
- Bauhinia ellenbeckii Harms
- Bauhinia erythrocalyx Wunderlin
- Bauhinia esmeraldasensis Wunderlin
- Bauhinia estrellensis Hassl.
- Bauhinia eucosma S.F.Blake
- Bauhinia euryantha H.Y.Chen
- Bauhinia exellii Torre & Hillc.
- Bauhinia eximia Miq.
- Bauhinia farec Desv.
- Bauhinia flagelliflora Wunderlin
- Bauhinia floribunda Desv.
- Bauhinia forficata Link
- Bauhinia fryxellii Wunderlin
- Bauhinia funchiana Vaz & G.P.Lewis
- Bauhinia fusconervis (Bong.) Steud.
- Bauhinia galpinii N.E.Br.
- Bauhinia gardneri Benth.
- Bauhinia geniculata Wunderlin
- Bauhinia gilesii F.Muell. & F.M.Bailey
- Bauhinia glaziovii Taub.
- Bauhinia godefroyi Gagnep.
- Bauhinia goyazensis Harms
- Bauhinia grandidieri Baill.
- Bauhinia grandifolia (Bong.) D.Dietr.
- Bauhinia grevei Drake
- Bauhinia gypsicola McVaugh
- Bauhinia hagenbeckii Harms
- Bauhinia hainanensis Merr. & Chun ex H.Y.Chen
- Bauhinia haughtii Wunderlin
- Bauhinia hildebrandtii Vatke
- Bauhinia hirsuta Weinm.
- Bauhinia holophylla (Bong.) Steud.
- Bauhinia hostmanniana Miq.
- Bauhinia humilis Rusby
- Bauhinia hypoglauca T.Tang & F.T.Wang ex T.C.Chen
- Bauhinia integerrima Mart. ex Benth.
- Bauhinia involucrans Gagnep.
- Bauhinia isopetala Griff.
- Bauhinia jenningsii P.Wilson
- Bauhinia jucunda Brandegee
- Bauhinia kalantha Harms
- Bauhinia kleiniana Burkart
- Bauhinia leptantha Malme
- Bauhinia leucantha Thulin
- Bauhinia lingyuenensis T.C.Chen
- Bauhinia longicuspis Spruce ex Benth.
- Bauhinia longifolia (Bong.) Steud.
- Bauhinia longipedicellata Ducke
- Bauhinia longiracemosa Hayata
- Bauhinia longistipes T.C.Chen
- Bauhinia lorantha Pierre ex Gagnep.
- Bauhinia lunarioides A.Gray ex S.Watson
- Bauhinia macrantha Oliv.
- Bauhinia macranthera Benth. ex Hemsl.
- Bauhinia madagascariensis Desv.
- Bauhinia malacotricha Harms
- Bauhinia malacotrichoides R.S.Cowan
- Bauhinia malmeana Vaz & G.P.Lewis
- Bauhinia marginata (Bong.) Steud.
- Bauhinia megacarpa H.Y.Chen
- Bauhinia melastomatoidea R.Torres
- Bauhinia membranacea Benth.
- Bauhinia mendoncae Torre & Hillc.
- Bauhinia miriamae R.Torres
- Bauhinia mollis (Bong.) D.Dietr.
- Bauhinia mombassae Vatke
- Bauhinia monandra Kurz
- Bauhinia moningerae Merr.
- Bauhinia morondavensis Du Puy & R.Rabev.
- Bauhinia multinervia (Kunth) DC.
- Bauhinia natalensis Oliv.
- Bauhinia ombrophila Du Puy & R.Rabev.
- Bauhinia ovata (Bong.) Vogel
- Bauhinia oxysepala Gagnep.
- Bauhinia pansamalana Donn.Sm.
- Bauhinia parkinsonii C.E.C.Fisch.
- Bauhinia parviloba Ducke
- Bauhinia pauletia Pers.
- Bauhinia pentandra (Bong.) Vogel ex D.Dietr.
- Bauhinia pervilleana Baill.
- Bauhinia pes-caprae Cav.
- Bauhinia petersiana Bolle
- Bauhinia petiolata (Mutis ex DC.) Triana ex Hook.
- Bauhinia phoenicea B.Heyne ex Wight & Arn.
- Bauhinia pichinchensis Wunderlin
- Bauhinia picta (Kunth) DC.
- Bauhinia pinheiroi Wunderlin
- Bauhinia pinnata Blanco
- Bauhinia piresii Vaz & G.P.Lewis
- Bauhinia platypetala Burch. ex Benth.
- Bauhinia platyphylla Benth.
- Bauhinia podopetala Baker
- Bauhinia pottsii G.Don
- Bauhinia prainiana Craib
- Bauhinia pringlei S.Watson
- Bauhinia proboscidea P.Juárez, Rod.Flores & M.A.Blanco
- Bauhinia pulchella Benth.
- Bauhinia purpurea L.
- Bauhinia racemosa Lam.
- Bauhinia ramirezii Reynoso
- Bauhinia ramosissima Benth. ex Hemsl.
- Bauhinia retifolia Standl.
- Bauhinia richardiana DC.
- Bauhinia rubeleruziana Donn.Sm.
- Bauhinia rufa (Bong.) Steud.
- Bauhinia rufescens Lam.
- Bauhinia saccocalyx Pierre
- Bauhinia saksuwaniae Mattapha, Chantar. & Suddee
- Bauhinia seleriana Harms
- Bauhinia seminarioi Harms ex Eggers
- Bauhinia smilacifolia Burch. ex Benth.
- Bauhinia stenantha Diels
- Bauhinia subclavata Benth.
- Bauhinia subrotundifolia Cav.
- Bauhinia taitensis Taub.
- Bauhinia tarapotensis Benth.
- Bauhinia tenella Benth.
- Bauhinia thailandica Chatan & Promprom
- Bauhinia thompsonii I.M.Johnst.
- Bauhinia tomentosa L.
- Bauhinia tuichiensis Cayola & A.Fuentes
- Bauhinia uberlandiana Vaz & G.P.Lewis
- Bauhinia ungulata L.
- Bauhinia urbaniana Schinz
- Bauhinia uruguayensis Benth.
- Bauhinia variegata L.
- Bauhinia venustula T.C.Chen
- Bauhinia vespertilio S.Moore
- Bauhinia viridescens Desv.
- Bauhinia weberbaueri Harms
- Bauhinia wunderlinii R.Torres
- Bauhinia xerophyta Du Puy & R.Rabev.

Hybriden:
- Bauhinia × blakeana Dunn: Kultur-Hybride zwischen Bauhinia purpurea und Bauhinia variegata